# Гетто в Уваровичах
Гетто в Ува́ровичах (осень 1941 — январь 1942) — еврейское гетто, место принудительного переселения евреев посёлка Уваровичи Буда-Кошелёвского района Гомельской области и близлежащих населённых пунктов в процессе преследования и уничтожения евреев во время оккупации территории Белоруссии войсками нацистской Германии в период Второй мировой войны.

## Оккупация Уваровичей и создание гетто
До войны в посёлке Уваровичи евреи составляли примерно половину (13,3 %) населения. Посёлок был захвачен немецкими войсками 17 августа 1941 года, и оккупация продлилась 2 года и 3 месяца — до 27 ноября 1943 года.
Реализуя нацистскую программу уничтожения евреев, немцы создавали гетто почти во всех городах и населённых пунктах Беларуси, где проживало еврейское население. Так и в Уваровичах оккупанты организовали гетто, в которое попали и потом погибли не только местные евреи, но и евреи из ближних деревень, и польские евреи-беженцы.
Под гетто были выделены дома по улице Набережная, из которых были выселены все невевреи. Узников использовали на принудительных работах.

## Уничтожение гетто
Евреев в Уваровичах немцы расстреляли во время четырёх «акций» (таким эвфемизмом нацисты называли организованные ими массовые убийства). Два расстрела были в ноябре 1941 года, один — в декабре 1941 года, последний — в январе 1942 года. Места́ расстрелов — на юго-западной окраине посёлка, на выезде из Уваровичей в сторону деревни Новая Гусевица по улице Школьной. Там, справа от дороги, находится гражданское кладбище, на котором потом был установлен памятник.
18 (19) ноября 1941 года немцы согнали всех евреев Уваровичей к колхозному амбару и приказали опуститься на колени. Затем обреченным людям приказывали раздеться, по 5 человек отводили к трём силосным ямам размером 4х8х3 метра, заставляли лечь на дно лицом вниз и расстреливали. Потом местные уваровские полицейские засыпали яму землей, в том числе и ещё живых раненых{{sfn|Холокост на территории СССР|2011|с=997}}.
Всего в этот день были убиты 247 евреев — женщин, детей и стариков. Яму дня три охраняли полицаи и немцы с собаками, никого туда не подпуская.
Имущество убитых разграбили немцы и полицаи.

## Организаторы и исполнители убийств
По данным комиссии ЧГК, главными виновниками массовых убийств в Уваровичах и Уваровичском районе (ныне в составе Буда-Кошелевского) были: комендант Уваровичской сельскохозяйственной комендатуры; немецкие офицеры Гофман и Дэшер; зондерфюреры Штанмайер и Ронфляйш; коллаборационисты начальник Уваровичской районной полиции Дзвинский Антон, начальник 2-го отдела районной полиции Титоренко Михаил, начальник 1-го отдела районной полиции Новиков Григорий, начальник района Ревковский Лев, полицейские Кирпичев, Журов, Баранчуков, Аниськов, Сильченко, бургомистр Тереничской волости Войнов, староста деревни Ивановка Трусов и другие.
18 ноября 1941 года массовое убийство осуществили 4 неустановленных немецких офицера, пристав Уваровичского района Антипов Леонид, следователи Уваровичского района Кокенов и Титоренко, бургомистр Уваровичского района Радченко Андрей, староста Уваровичей Макаренко, заведующий благоустройством Уваровичского района Язвинский, полицейские Кирпичев, Журов, Сильченко, Буянов, Баранчук, Анисько Кирилл, Минов, Лабушев, Жилицкий.

## Память
По воспоминаниям свидетелей, число расстрелянных евреев, указанных на памятнике, — неверное, так всего в результате четырёх расстрелов в Уваровичах были убиты примерно 700 евреев.
После войны останки убитых евреев перезахоранивали — часть в Гомель, часть — в братскую могилу на кладбище. Вернувшиеся с войны евреи собрали деньги и осенью 1949 года поставили небольшой памятник, а в 1950 году установили более крупный.
Опубликованы неполные списки жертв геноцида евреев в Уваровичах.